# Comissia decumatilos
Comissia decumatilos is een haarster uit de familie Comatulidae.
De wetenschappelijke naam van de soort werd in 1977 gepubliceerd door Donald George McKnight.